# 아테네 칼리테아 FC
아테네 칼리테아 FC(그리스어: ΠΑΕ Άθενς Καλλιθέα, 영어: Athens Kallithea Football Club)는 1966년에 창단된 그리스의 축구 클럽으로, 칼리테아를 연고로 하고 있다. 현재 그리스의 2부 리그인 수페르리가 2에 참가하고 있다.

## 선수 명단

### 현역
- 압둘 라만 오웨스(2023 ~ )
- 알렉시스 로마오(2023 ~ )